# Xie Xingfang
Xie Xingfang (n. 8 septembrie 1981, Guangzhou, Republica Populară Chineză) este o jucătoare de badminton ce a reprezentat Republica Populară Chineză, medaliată olimpică. A participat la o ediție a Jocurilor Olimpice (2008) în care a câștigat o medalie de argint.